# 유미르의 저주
유미르의 저주(독일어: Ymirs Leute 위미어스 로이테[*], 일본어: ユミルの呪い Yumiru no tami 유미루노노로이[*], 영어: Curse of Ymir)는 만화 《진격의 거인》에 등장하는 개념으로 아홉 거인을 이어 받은 자들에게만 각인되는 저주이다.

## 탄생
유미르가 시조의거인이 될 때 생긴 저주이다

## 상세
유미르의 혈통과 멀게 연관되어 있는 직계 혈통인 '유미르의 백성'인 엘디아인이 아홉 거인을 물려 받으면 일어나는 저주이다.

## 13년의 시한부 선고
시조 유미르가 한 불가사의의 신비목 안쪽에 있는 물웅덩이에서 강력한 태초의 거인의 힘을 얻고 프리츠를 따라 엘디아 제국을 건설한 후 죽었을 때 그의 육신은 프리츠의 포악한 조치오 세 딸들 마리아, 로제, 시나에게 먹혀진다. 세 딸들에게 세 마리의 시초의 거인이 갈라진 것을 시작으로 아후의 자녀들에게 계승되어 아홉 종의 거인들로 나뉜다. 그리고 언제부터인가 "아홉 거인의 계승자는 시조인 유미르를 뛰어넘을 수 없다."는 규칙이 성립되어 어떤 저주가 된다. 유전자가 유미르의 백성인 인간이 무구의 거인으로 변하고 유미르의 시초의 거인 중 하나인 아홉 거인을 잡아먹고 인간으로 되돌아오면 거인화할 수 있는 힘을 얻게 되지만, 그에 따른 리스크로 13년 이상 살 수 없는 시한부의 인생이 주어진다. 이 현상을 작중 인물들은 시조 유미르가 죽기 직전에 계승자들에게 내린 저주로 보고, '유미르의 저주'라고 부른다. 그리고 아홉 거인의 계승자가 계승한 시점에서 13년 뒤에 죽기까지 살아가는 기간을 '임기'라고 부른다.
'시조 유미르의 피'를 물려받은 유미르의 백성 (시초의 거인의 최초 계승자들인 마리아 프리츠, 로제 프리츠, 시나 프리츠와 그 후대의 자손들)이 아홉 거인을 먹으면 좌표의 세계의 좌표가 그대로 갈라져서 새로운 후계자가 탄생한다. 하지만 어떤 원인인지 아홉 거인을 한 번 계승하게 되면 13년만 살 수 있는 시한부 인생을 선고 받게 된다. 이는 거인의 힘을 전문적으로 연구하는 공식 연구 단체인 거인 화학 협회에서도 원인을 밝혀내지 못했으며, 세간에서는 시조 유미르가 프리츠에 대한 원한과 분노로 후손들에게 길이길이 남긴 저주로 보고 있다. 시조 유미르 본인이 주도적으로 내린 건지는 확실하지 않다.

## 같이 보기
- 시조 유미르
- 유미르의 백성
- 엘디아 (진격의 거인)